# Mohammad Feda Al-Asta
Mohammad Feda Aldin Al-Asta (arab. محمد فداء الدين الأسطة ;ur. 30 stycznia 1999) – syryjski zapaśnik walczący przeważnie w stylu wolnym. Zajął jedenaste miejsce na igrzyskach azjatyckich w 2018. Wicemistrz igrzysk panarabskich w 2023. Dziesiąty na igrzyskach śródziemnomorskich w 2022. Ósmy na mistrzostwach Azji w 2021 i trzynasty w 2019. Brązowy medalista mistrzostw arabskich w 2023, a także wojskowych MŚ w 2021. Wygrał mistrzostwa śródziemnomorskie juniorów w 2018 roku.